# توماس دل واله
دنیس خوزه دل واله ویلالوبوس (متولد ۲۷ ژانویه ۱۹۸۹) یک بازیکن والیبال اهل پورتوریکو است. وی در تیم ملی والیبال مردان پورتوریکو بازی می کند و در مسابقات والیبال قهرمانی مردان جهان ۲۰۱۴ در لهستان حضور داشته است..

## باشگاه
- گواینابو متس (۲۰۱۴)